# Gerrit bij de Leij
Gerrit bij de Leij (* 9. Dezember 1980 in Friesland), manchmal auch in der Schreibweise Gerrit Bij de Leij, ist ein ehemaliger niederländischer Snookerspieler aus Noordwijkerhout, der die U19-Europameisterschaft 1999 und die niederländische Snooker-Meisterschaft 2012 gewinnen konnte. Im Team konnte er ferner zweimal beim Continental Team Cup siegen.

## Karriere
Ab Ende der 1990er-Jahre nahm bij de Leij regelmäßig an Amateurturnieren in Belgien und den Niederlanden teil. Zunächst konzentrierte er sich auf die Events der sogenannten Euro Tour, später nahm er vor allem an den Dutch Open und der niederländischen Meisterschaft teil. Bei ersterem Turnier stand er 2005 im Halbfinale, bei letzterem Turnier verlor er 2003 im Endspiel gegen Raymon Fabrie und 2005 gegen Stefan Mazrocis. Derweil hatte sich der Niederländer zu einem regelmäßigen Teilnehmer von internationalen Meisterschaften entwickelt. Bereits 1999 hatte er mit dem Gewinn der U19-Europameisterschaft einen ersten großen Erfolg feiern können, 2001 und 2003 folgten als Mitglied des niederländischen Teams zwei Turniersiege beim Continental Team Cup. Im Jahr 2000 hatte er bereits das Finale des Continental Team Cups erreicht, aber verloren. Auch bei anderen internationalen  Meisterschaften nahm er regelmäßig teil, schied jedoch oft in der Gruppenphase aus. Bei der U21-Weltmeisterschaft kam er immerhin auf zwei Achtel- und eine Viertelfinalteilnahme, später erreichte er auch bei der Europameisterschaft 2004 das Viertelfinale.
Ab 2004 probierte bij dei Leij verstärkt, sich für die professionelle Snooker Main Tour zu qualifizieren. Eine Teilnahme an der Challenge Tour 2004/05 blieb aber erfolglos. Ein Jahr später wurde er als Amateur zur Snookerweltmeisterschaft 2006 eingeladen, wo ihm mit dem Erreichen der Runde der letzten 80 ein Achtungserfolg gelang. Anschließend unternahm er über die Pontin’s International Open Series 2006/07 einen erneuten  Versuch der Qualifikation, doch auch dieser verlief im Sande. Mehr Erfolg hatte er als Amateur, als er 2006 die Finalrunde der Amateurweltmeisterschaft und das Viertelfinale der Europameisterschaft erreichte. Verschiedene Teilnahmen an den Dutch Open während der nächsten Jahre waren weniger erfolgreich, sein bestes Ergebnis war eine Viertelfinalteilnahme 2009. Bei der niederländischen Meisterschaft konnte er dagegen 2007 und 2009 erneut das Finale erreichen, verlor aber erneut in beiden Fällen. Auf der niederländischen Amateurtour konnte er 2009 zwei Turniere gewinnen.
Zwischen 2010 und 2012 nahm bij de Leij an einigen Events der Players Tour Championship teil – einer Serie von niedrig gewerteten Profiturnieren, an denen auch Amateure teilnehmen konnten. Bij de Leij erreichte mehrfach die professionelle Hauptrunde, konnte dort aber nie ein Spiel gewinnen. Im selben Zeitraum erlebte er nach dem Zeitraum 1999–2003 seine zweite sehr erfolgreiche Zeit als Amateur. Bereits 2011 konnte er das Viertelfinale der niederländischen Meisterschaft erreichen, ein Jahr später stand er in seinem fünften Finale. Im Gegensatz zu den vier vorherigen Endspielen kürte er sich nun mit einem Sieg über Roy Stolk zum niederländischen Meister. Wenig später erreichte er auch das Finale der Dutch Open 2012, musste sich aber Björn Haneveer geschlagen geben. Weitere Finalteilnahmen und Turniersiege konnte er 2011/12 auf der niederländischen Amateurtour verbuchen. Auf internationaler Bühne konnte er sowohl bei der Europameisterschaft 2012 als auch bei der Amateurweltmeisterschaft 2012 die Runde der letzten 32 erreichen. Seine Teilnahme an der EBSA Qualifying Tour war dagegen gänzlich erfolglos. 2013 versuchte er sich bei der niederländischen Meisterschaft an der Titelverteidigung, schied aber gegen Roy Stolk im Halbfinale aus. Nachdem er Anfang 2013 das Viertelfinale der Dutch Open 2013 erreicht hatte, beendete er seine Karriere.
Geboren in Friesland, stammt bij de Leij ursprünglich aus Appelscha, lebte später aber in Noordwijkerhout bei Haarlem. Während seiner Karriere trainierte er im Biljartpaleis Stokkers in Enschede, später arbeitete er als Snookertrainer in Groningen.

## Erfolge
Einzel
| Ausgang         | Jahr | Turnier                               | Finalgegner         | Ergebnis |
| --------------- | ---- | ------------------------------------- | ------------------- | -------- |
| Amateurturniere |      |                                       |                     |          |
| Sieger          | 1999 | EBSA-U19-Snookereuropameisterschaft   | Ian Preece          | 6:3      |
| Zweiter         | 2003 | Niederländische Snooker-Meisterschaft | Raymon Fabrie       | 1:5      |
| Zweiter         | 2005 | Niederländische Snooker-Meisterschaft | Stefan Mazrocis     | 2:5      |
| Zweiter         | 2007 | Niederländische Snooker-Meisterschaft | Stefan Mazrocis     | 4:5      |
| Zweiter         | 2009 | Niederländische Snooker-Meisterschaft | Stefan Mazrocis     | 3:5      |
| Sieger          | 2009 | NSR – Event 1                         | Roy Stolk           | 4:1      |
| Sieger          | 2009 | NSR – Event 2                         | Roy Stolk           | 4:2      |
| Sieger          | 2011 | NSR – Event 1                         | Mario Wehrmann      | 4:1      |
| Zweiter         | 2011 | NSR – Event 3                         | Roy Stolk           | 2:3      |
| Sieger          | 2012 | Niederländische Snooker-Meisterschaft | Roy Stolk           | 5:1      |
| Zweiter         | 2012 | Dutch Open                            | Björn Haneveer      | 3:7      |
| Sieger          | 2012 | NSR – Event 3                         | René van Rijsbergen | 3:2      |

Team
| Ausgang | Jahr | Turnier              | Teammitglieder           | Finalgegner                                                       | Ergebnis     |
| ------- | ---- | -------------------- | ------------------------ | ----------------------------------------------------------------- | ------------ |
| Zweiter | 2000 | Continental Team Cup | Roy Stolk Raymon Fabrie  | Joe Grech Alex Borg Simon Camilleri                               | 1:2          |
| Sieger  | 2001 | Continental Team Cup | Roy Stolk Reind Duut     | Kristján Helgason Jóhannes B. Jóhannesson Jóhannes R. Jóhannesson | 3:2          |
| Sieger  | 2003 | Continental Team Cup | Roy Stolk Mario Wehrmann | Yvan Van Velthoven Kevin Van Hove Serge Das                       | 11:10 Anm. 1 |